# Hugh Mercer
Hugh Mercer (16. januar 1726 – 12. januar 1777) je bil škotski brigadni general v kontinentalni vojski med ameriško revolucionarno vojno. Boril se je v kampanji v New Yorku in New Jerseyju in bil smrtno ranjen v bitki pri Princetonu.
Mercer se je rodil v Pitsligu v Aberdeenshiru na Škotskem in študiral medicino na Univerzi v Aberdeenu. Služil je kot pomočnik kirurga v vojski Charlesa Edwarda Stuarta med bitko pri Cullodenu v jakobitskem uporu leta 1745.
Upor je propadel in Mercer je pobegnil v provinco Pensilvanijo, kjer je živel v Greencastlu, blizu Mercersburga v Pensilvaniji in Fredericksburga v Virginiji. Delal je kot zdravnik in ustanovil lekarno Hugh Mercer. Med francosko in indijansko vojno je služil ob boku Georgea Washingtona v provincialnih četah v francosko-indijanski vojni in postal njegov tesen prijatelj.